# 杉良太郎
杉 良太郎（すぎ りょうたろう、1944年〈昭和19年〉8月14日 - ）は、兵庫県出身の歌手・俳優・篤志家。妻は演歌歌手の伍代夏子。息子は俳優の山田純大。ベトナムの里子は2025年3月時点で245人。紺綬褒章3回、緑綬褒章、紫綬褒章、文化功労者、法務省特別矯正監(永久委嘱)
、厚生労働省特別健康対策監(永久委嘱)
、警察庁特別防犯対策監(永久委嘱)。

## 来歴
兵庫県神戸市長田区宮川町生まれ。兵庫県三原郡三原町（現南あわじ市）出身の父と、鹿児島県徳之島出身の母の間に、姉3人のあとの長男として生まれる。神戸市立長田小学校、神戸市立西代中学校出身。高浜海員学校（現国立清水海上技術短期大学校）中退。養神館合気道5段。
1965年に日本コロムビアから「野郎笠」で歌手デビュー。1966年より日活に所属。1967年にNHK『文五捕物絵図』に主演。1970年の映画『花の特攻隊 ああ戦友よ』主演。
1970年、7年越しの恋が実って26歳のOL八田信子と婚約し、1972年に結婚。その後長男・長女・次女が生まれた。
1975年にCBSソニー移籍し、シングル「なやみ」が10万枚の売上を記録。1976年に『遠山の金さん』に主演し、主題歌「すきま風」が100万枚の売上を記録。
1998年に26年間の婚姻関係にあった八田信子と離婚し、翌1999年に17歳年下の伍代夏子と再婚。2人の間に子はいない。
2009年、芸能活動45周年を記念し、初の作詞作曲集を発売。
2011年、妻の伍代夏子とともにエイベックス・マネジメントと業務協力契約を締結。エイベックス会長のマックス松浦は杉を尊敬してやまず「この人には逆らえない」と述べている。
2013年2月に杉の個人事務所が所有する東京・西麻布のビル2階に「杉良太郎演劇塾」設立。同年10月には『よろず占い処 陰陽屋へようこそ』で、『大捜査線』以来33年ぶりに現代劇の民放連続ドラマに出演した。
演歌の衰退を問題視しており、長年の友人である二階俊博に依頼して、 2016年に議員連盟「演歌・歌謡曲を応援する国会議員の会」を発足させた 。妻の伍代とともに、議員連盟後援のコンサートを開催している。

## 人物
- 幼少時より歌手を志し、各地ののど自慢に出場したが評価されなかった。
- デビュー当時、歌番組に出演する際はギャラを受け取るどころか、逆に金を要求された[17]。念願叶って歌番組出演が決定し、親戚中に知らせまわったが、付け届けの金額が足りずワンコーラスしか歌唱できなかった[17]。相場としては、給料2万円に対してツーコーラスの歌唱に30万円が必要だったという[18]。
- 芸名の「杉良太郎」は、「野郎笠」作詞の関沢新一が名付けた。「背が高く素直な感じの青年」という第一印象から杉の木を連想して「杉の木のようにすくすくと育って欲しい」という意味で杉を名字にし、どことなく腕白な雰囲気にも見えたのでそれを活かして最初は「杉良太」としたが、「将来を考えて大人らしい名前にして欲しい」との杉のスタッフ側からの要望があったことで「郎」を付け足した[19]。
- 18歳から20歳の下積み時代は、カレー屋の丁稚奉公で食いつなぎ、3年間まかないのカレーライスしか口にできず、朝6時から夜11時まで無休で、休みは元日だけだった[20][21]。
- 歌手を目指したきっかけは、長時間拘束される俳優と違い、一曲歌えば良く、儲かると考えたためである。しかし『EXILE魂』に出演時、それが甘い考えであり、ヒット曲が出るまで10年かかってしまったと述懐した。
- 杉良太郎が「水戸黄門」で初代佐々木助三郎を演じた理由は、『助さん』という音の響きがよかったからという。
- 1966年に放送された実写版『忍者ハットリくん』でケムマキを演じたのは杉だと言われていたが[22][23][24]、実際にケムマキを演じたのは子役の傍田勉であり誤りである。
- 1970年代、多忙により自身の出演番組を視聴できなかったため、高価だったUマチックデッキとテープを無理して購入して録画視聴していた。その中にはNHKには映像が保存されていなかった大河ドラマ「国盗り物語」や朝ドラ「繭子ひとり」があり、2015年にNHKへ提供された。
- 俳優の長谷川一夫が晩年に杉を「二代目長谷川一夫」として指名したことがある。しかし「杉良太郎のままで死なせてください」と断っている。その後1984年に長谷川が亡くなり、葬儀では長男の林成年から自分よりも杉が先に焼香を、と勧められたほどである[25]。
- 東日本大震災で原発事故を起こした福島第一原子力発電所「Jヴィレッジ」に事故後、芸能人で初めて入り、激務に追われる所長や作業員達を慰問した。
- 2019年、高齢運転者による自動車事故が相次いでいることを受け、高齢運転者に運転免許証の自主返納について考えてもらうきっかけ作りとして、6月7日に鮫洲運転免許試験場で運転免許証を自主返納した。返納時点での杉の年齢は74歳で、75歳の誕生日（後期高齢者）を迎える2か月前であった[26]。
- 自身の体力面（長年の酷使によって椎間板ヘルニアを悪化させ「自分が望む座長芝居が出来なくなった」との理由）から、2005年に座長公演を勇退。その後は若い役者が座長を務める公演に脇役で出演し、アドバイスしていきたいとの考えを表明。2008年10月には大阪新歌舞伎座で山本譲二・山川豊を主役に迎えた初のプロデュース公演『闇の身代り地蔵』を上演した。また、2009年6月の大阪新歌舞伎座さよなら公演では、息子の山田純大を主役に迎え、初の親子共演を果たす。新歌舞伎座で松平信康の切腹を演じた際には千秋楽にて本当に腹を切りたくなり、豚の臓物と血を入れた袋を腹に巻いて短刀を突き刺した[27]。杉は「血が噴き出て、客席がシーンとなり、短刀を右へ斬ったら、腹から豚の腸が一気に噴出し、自分が倒れたところで緞帳が下りたから会場はパニックになった」と述べている[27]。
- 伊東四朗・岡田英次・青木義朗・福本清三・赤塚真人・うえだ峻・本阿弥周子らは、1980年代から1990年代の杉の主演作に出演をしている。『同心暁蘭之介』25話では福本清三のために杉が役を用意し、福本も初めての大きな役だったと自伝『おちおち死んでられまへん-斬られ役ハリウッドへ行く』で述べている。また、親友であった江利チエミもゲストで『同心暁蘭之介』に出演した。
- 1991年頃から、風景画を中心に油彩画を描き、現代美術展で入賞。百貨店などで絵画展を開催している。
- 2007年5月1日、長女に第1子となる男児が誕生したが「孫には『お兄さん』と呼ばせる」と宣言した。

### 社会貢献
- デビュー前、15歳でボランティア活動を始めた。
- 日本の刑務所への受刑者慰問活動により法務省から「名誉矯正監」を拝命。2008年（平成20年）「特別矯正監」を法務大臣より任命される。長年にわたり、刑務官・受刑者に対し、多くの意見交換・講演などを行っている。2019年6月25日、大臣顕彰状が法務大臣から贈られ、特別矯正監も委嘱された 。米国の「チャリティー王」であるボブ・ホープは「あなたは日本のチャリティー王だ」と杉を称賛する。いままでに投じた私財は数十億円以上に及ぶ[28]。
- 日本とベトナム社会主義共和国との親善、社会貢献にも2023年時点で36年たずさわっている[29]。ハノイ市等に教育施設（日本語学校等）の設置、無償援助に関わりベトナム政府から特別友好大使を委託されている。1997年12月には、ベトナム社会主義共和国国家主席のチャン・ドゥック・ルオンより、友誼勲章（外国人に贈る最高位の勲章）を受章し、2019年10月30日には3等級労働勲章を受けた[30]。ベトナム人の里子は236人である（2024年8月現在）[3]。
- 1995年1月17日に発生した阪神・淡路大震災では、大型ヘリコプター2機をチャーターし、被災者避難所へ1000人分の巻き寿司や飲料水・医薬品・衣料等2トン分の救援物資を緊急空輸し、自らも作業服を着用し長靴で被災地に赴いて被災者の救援活動した。
- 5月24日、26日、日越外交関係樹立35周年記念行事の一つとして行われた、日本およびベトナムの歌手による「日越友好ハノイ－ホーチミン音楽祭（第1回日越友好音楽祭）」を、日越特別大使兼越日特別友好大使として主導した[31]。
- 2009年2月の皇太子徳仁親王ベトナム社会主義共和国公式訪問では、現地での案内説明にたずさわる。
- 平成22年度、内閣府「災害被害を軽減する国民運動サポーター」に就任[32]。
- 2011年3月11日に発災した東日本大震災を受けて、被災地への支援活動を開始。救援物資を載せた車両12台を手配し[33]、自ら炊き出しを行った[34]。1995年の阪神・淡路大震災で実家が被災し、以降被災地への支援活動を継続的に行なっており、2004年の新潟県中越地震でも活動を行なっている[35]。また地震で被災し全体の2/3が不通となっている三陸鉄道の復旧支援ヘッドマークのオーナー（名義としては個人事務所の杉友となる）となり、2011年9月28日よりマークをつけた列車の運行が開始されている[36]。
- 10月8日、10月9日、ベトナム・ハノイ市で開催された「第2回日越友好音楽祭」を主導した[37]。
- 2012年4月26日、福島第一原子力発電所現場作業員の拠点であるサッカー練習施設「Jヴィレッジ」を、妻伍代夏子とともに訪れ、激励コンサートを開いた[38]。
- 2012年5月1日、日本財団により、伍代夏子とともに「被災地で活動した芸能人ベストサポート」で表彰された[39]。車両15台でカレー、サラダなど2万食の食事と入れ歯洗浄剤などの物資を届け、宮城県内の避難所を細かく廻り、また、岩手県の三陸鉄道や青森県の津軽鉄道支援、福島県も何度も訪れるなど、様々な支援を続けた[40] 活動が評価された。
- 2012年11月19日、オーストリア・アルベルト・シュバイツァー協会（ドイツ語版）（ドイツ語: Österreichische Albert Schweitzer-Gesellschaft、略称: ドイツ語: ÖASG、英語: Austrian Albert Schweitzer Society）より「アルベルト・シュバイツァー章」受章[41]。
- 2013年2月25日、ASEAN特別大使に任命され[42]、2014年2月10日にアジア各国との文化交流に貢献したとして内閣総理大臣感謝状を安倍晋三から手交された[43]。
- 2013年11月にフィリピンを襲った、台風ヨランダでは、チャリティコンサートを企画し、認定NPO法人アイキャン を通じて、現地に学校を建設した。
- 2018年11月に国家公安委員会委員長より特別防犯対策監に任命され、特殊詐欺被害防止のためのプロジェクトチーム「SOS47」を著名人らに呼びかけ結成した[44]。福祉活動などを通じて政財官界に幅広い人脈を築き[45]、200人以上の政治家と交流がある[46]。

## 出演

### テレビドラマ
- 燃えよ剣（1966年、東京12チャンネル）
- 文五捕物絵図（1967年、NHK総合）[47]
- 愛妻くんこんばんは 第17回「キャンパスの恋」（1968年4月28日、TBS）
- 喧嘩太郎（1968年 - 1969年、毎日放送） - 大門大太
- なんでも引きうけ候 第10話（1969年、TBS）
- 大河ドラマ（NHK総合）
  - 天と地と（1969年） - 織田信長
  - 国盗り物語（1973年） - 浅井長政
  - 武田信玄（1988年） - 北条氏康
  - 徳川慶喜（1998年） - 井伊直弼
- 若すぎる二人（1969年、日本テレビ）
- 結婚Uターン（1969年、毎日放送）
- ナショナル劇場（TBS / C.A.L）
  - 水戸黄門第1部 - 第2部（1969年 - 1971年） - 佐々木助三郎
  - 大岡越前第1部 第18話「復讐の十手」（1970年7月13日）、第22話「黒い罠」（1970年8月10日） - 中山新八郎
- 大江戸捜査網（1970年 - 1974年、東京12チャンネル・日活/三船プロ） - 十文字小弥太（相模無宿の珊次郎）
- 連続テレビ小説 / 繭子ひとり（1971年、NHK総合）
- 清水次郎長  （1971年、フジテレビ）
- 徳川おんな絵巻 第44話「復讐の女豹」・第45話「姿なき殺人」（1971年、関西テレビ）
- 一心太助（1971年 - 1972年、フジテレビ） - 一心太助
- 長谷川伸シリーズ「雪の渡り鳥」（1972年10月18日、NET）
- ご存知時代劇「伊那の勘太郎」（1973年1月11日、NET）
- 旅人異三郎（1973年、東京12チャンネル） - 異三郎
- 右門捕物帖（第1作）（1974年、NET） - 近藤右門
- 遠山の金さん（1975年 - 1977年・1979年、NET→テレビ朝日） - 遠山景元
- 新五捕物帳（1977年 - 1982年、日本テレビ） - 駒形の新五
  - 大江戸桜吹雪、八千両の舞 (1981年、日本テレビ） - 遠山景元・駒形の新五(二役)
  - 春姿ふたり鼠小僧 (1982年、日本テレビ） - 鼠小僧・駒形の新五(二役)
- 大捜査線（1980年、フジテレビ） - 加納明
- 同心暁蘭之介（1981年 - 1982年、フジテレビ） - 暁蘭之介　※兼製作
- 右門捕物帖（第2作）（1982年、日本テレビ） - 近藤右門
- 時代劇スペシャル「浪人八景 雪太郎風流剣」（1982年12月17日、フジテレビ） - 比良雪太郎
- 土曜ワイド劇場 / 赤川次郎の盗みは人のためならず（1989年、テレビ朝日）
- 水曜グランドロマン / 用心棒日月抄（1989年、日本テレビ） - 青江又八郎
- 男と女のミステリー / 追いつめる (1989年、フジテレビ）
- 大岡政談 魔像（1989年、フジテレビ）- 神尾喬之助 / 茨右近（二役）
- 鳴門秘帖（1990年、TBS） - 法月弦之丞
- 秋の時代劇スペシャル / 忠臣蔵外伝 薄桜記（1991年、テレビ東京） - 丹下典膳
- 喧嘩屋右近（1992年 - 1994年、テレビ東京） - 茨右近
- 月曜ドラマスペシャル / 居酒屋刑事 消えた少女（1998年、TBS）
- 次郎長三国志（2000年、テレビ東京） - 清水次郎長
- 名古屋仏壇物語（2002年、NHK総合） - 河合仙太郎
- よろず占い処 陰陽屋へようこそ（2013年、関西テレビ） - 内藤源次郎
- 下町ロケット（2015年10月 - 12月、TBS） - 藤間秀樹 [48]
- 下町ロケット2（2018年10月 - 12月、TBS） - 藤間秀樹

### 配信ドラマ
- 親父の仕事は裏稼業（2012年8月 - 、BeeTV） - 松田五郎
- 医師 問題無ノ介（2014年12月20日 - 、BeeTV） - 主演・問題無ノ介　＊企画・原作・脚本・主題歌も担当[49]

### 映画
- 続東京流れ者 海は真っ赤な恋の色（1966年、日活）
- 嵐を呼ぶ男（1966年、日活）
- 花と果実（1967年、日活）
- 紅の流れ星（1967年、日活）
- 拳銃は俺のパスポート（1967年、日活） - 島津二代目
- 愛は惜しみなく（1967年、日活）
- 恋人と呼んでみたい（1968年、日活）
- 青春の風（1968年、日活） - 岩上岩太
- 朝霧（1968年、日活）
- 娘の季節（1968年、日活）
- 嵐の果し状（1968年、日活） - 川菜屋・佐吉
- だれの椅子?（1968年、日活） - 高畠次郎
- ある少女の告白 純潔（1968年、日活）
- 花ひらく娘たち（1969年、日活） - 矢口忠吉
- 夜の牝 花と蝶（1969年、日活） - 立石克也
- 恋のつむじ風（1969年、日活）
- 斬り込み（1970年、日活） - アキラ
- 花の特攻隊 あゝ戦友よ（1970年、日活）主演

### 劇場アニメ
- 親鸞 人生の目的（2025年2月28日公開） - 主演・親鸞聖人[50][51]

### ドキュメンタリー
- 一生懸命〜杉良太郎という生き様〜（2015年5月31日、BSフジ）

### バラエティ
- どろぬま仲裁人（2002年、日本テレビ）
- 爆笑問題のニッポンの教養（2011年、NHK総合）

### CM
- オクト（1988年）

ブラジルのエスタジオ・ド・マラカナンにてサッカー少年とパスの交換をする、という変わったシチュエーションのCM
- シオノギ製薬さわやかコレクト（1998年）※CMを見たさにMUSIC FAIRにチャンネルを合わせる年配の女性が続出したと言う
- UHA味覚糖ユーハのど飴 プロポリスラボ（2009年）
- 富山常備薬グループ リョウシンJV（2018年）
- 政府広報 （2019年）

### パチンコ
- 2005年、「CR杉さまのこれにて大当り」（藤商事）
- 2006年、「CR大江戸捜査網」（藤商事）

## ディスコグラフィ

### シングル
- 1 - 16：日本コロムビア（1965年から1974年）、17 - 35：CBS・ソニー（1975年から1988年）、36以降：テイチク（1990年から）
- 「大地良」は、杉のペンネーム。

| #  | 発売日          | 曲順 | タイトル                     | 作詞         | 作曲       | 編曲       | 規格品番   |
| -- | --------------- | ---- | ---------------------------- | ------------ | ---------- | ---------- | ---------- |
| 1  | 1965年 9月      | A面  | 野郎笠                       | 関沢新一     | 市川昭介   | 市川昭介   | SAS-584    |
| 1  | 1965年 9月      | B面  | 東海道は西へトントン         | 関沢新一     | 市川昭介   | 市川昭介   | SAS-584    |
| 2  | 1966年 1月      | A面  | 男で来い                     | 関沢新一     | 市川昭介   | 市川昭介   | SAS-643    |
| 2  | 1966年 1月      | B面  | ドドンパ渡り鳥               | 関沢新一     | 市川昭介   | 市川昭介   | SAS-643    |
| 3  | 1966年 2月      | A面  | 燃えよ剣                     | 関沢新一     | 市川昭介   | 市川昭介   | SAS-665    |
| 3  | 1966年 2月      | B面  | だるま人生                   | 関沢新一     | 市川昭介   | 市川昭介   | SAS-665    |
| 4  | 1966年 8月      | A面  | 流れ者小唄                   | 関沢新一     | 市川昭介   | 市川昭介   | SAS-757    |
| 4  | 1966年 8月      | B面  | 男の裏街                     | 関沢新一     | 市川昭介   | 河村利夫   | SAS-757    |
| 5  | 1966年 12月     | A面  | 灼熱のブルース               | 雀部祐史     | 市川昭介   | 河村利夫   | SAS-814    |
| 5  | 1966年 12月     | B面  | 泣き別れ                     | 石本美由起   | 市川昭介   | 市川昭介   | SAS-814    |
| 6  | 1968年 5月      | A面  | 砂の城                       | 関沢新一     | 市川昭介   | 市川昭介   | SAS-1101   |
| 6  | 1968年 5月      | B面  | 野ばら咲く丘                 | 吉岡治       | 市川昭介   | 市川昭介   | SAS-1101   |
| 7  | 1969年 3月      | A面  | 男ひとすじ                   | 川内康範     | 市川昭介   | 市川昭介   | SAS-1244   |
| 7  | 1969年 3月      | B面  | 花のさだめ                   | 川内和子     | 市川昭介   | 市川昭介   | SAS-1244   |
| 8  | 1969年 8月      | A面  | 夜明けはいらない             | 吉岡治       | 市川昭介   | 郷徹也     | SAS-1320   |
| 8  | 1969年 8月      | B面  | 風の吹くまま                 | 吉岡治       | 市川昭介   | 郷徹也     | SAS-1320   |
| 9  | 1969年 8月      | A面  | 霧の川中島                   | 野村俊夫     | 古賀政男   | 佐伯亮     | SAS-2002   |
| 10 | 1970年 3月      | A面  | 花の特攻隊                   | 川内康範     | 猪俣公章   | 佐伯亮     | SAS-1390   |
| 10 | 1970年 3月      | B面  | あゝ戦友よ                   | 川内康範     | 猪俣公章   | 佐伯亮     | SAS-1390   |
| 11 | 1971年 4月      | B面  | 三日月の兜                   | 三浦康照     | 河村利夫   | 河村利夫   | SAS-1512   |
| 12 | 1971年 5月      | A面  | 江戸の夜明け                 | 川内康範     | 曽根幸明   | 曽根幸明   | SAS-1525   |
| 12 | 1971年 5月      | B面  | きざな奴                     | 川内康範     | 曽根幸明   | 曽根幸明   | SAS-1525   |
| 13 | 1971年 10月     | A面  | たとえば"愛"                 | 吉岡オサム   | 小谷充     | 小谷充     | SAS-1567   |
| 13 | 1971年 10月     | B面  | 歌ってあげよう悲しい君に     | 阿守俊彦     | 小谷充     | 小谷充     | SAS-1567   |
| 14 | 1971年 11月     | A面  | 一心太助                     | 吉岡オサム   | 市川昭介   | 佐々永治   | SAS-1574   |
| 14 | 1971年 11月     | B面  | 砂の城                       | 関沢新一     | 市川昭介   | 市川昭介   | SAS-1574   |
| 15 | 1973年 5月      | A面  | 三度笠                       | 藤田まさと   | 遠藤実     | 只野通泰   | P-221      |
| 15 | 1973年 5月      | B面  | 異三郎のバラード             | 神坂薫       | 今井茉至   | 栗田俊夫   | P-221      |
| 16 | 1974年 5月      | A面  | さむらい追分                 | 遠藤実       | 遠藤実     | 斉藤恒夫   | AA-47      |
| 16 | 1974年 5月      | B面  | 燃える男                     | 山下リラ     | 遠藤実     | 斉藤恒夫   | AA-47      |
| 17 | 1975年 4月21日  | A面  | なやみ                       | 久仁京介     | 遠藤実     | 斉藤恒夫   | SOLB-255   |
| 17 | 1975年 4月21日  | B面  | 忘れよう                     | 稲葉爽秋     | 遠藤実     | 斉藤恒夫   | SOLB-255   |
| 18 | 1976年 1月21日  | A面  | つめたい指                   | 黒木望       | 遠藤実     | 斉藤恒夫   | SOLB-361   |
| 18 | 1976年 1月21日  | B面  | かえっておいで               | 遠藤実       | 遠藤実     | 只野通泰   | SOLB-361   |
| 19 | 1976年 10月1日  | A面  | すきま風                     | いではく     | 遠藤実     | 京建輔     | 06SH-69    |
| 19 | 1976年 10月1日  | B面  | 幸せホテル                   | 遠藤実       | 遠藤実     | 京建輔     | 06SH-69    |
| 20 | 1977年 10月1日  | A面  | 明日の詩                     | いではく     | 遠藤実     | 斉藤恒夫   | 06SH-211   |
| 20 | 1977年 10月1日  | B面  | 江戸の黒豹                   | いではく     | 遠藤実     | 斉藤恒夫   | 06SH-211   |
| 21 | 1978年 6月21日  | A面  | おまえとおれ                 | 杉良太郎     | 遠藤実     | 斉藤恒夫   | 06SH-353   |
| 21 | 1978年 6月21日  | B面  | 引き潮                       | いではく     | 朴成奎     | 斉藤恒夫   | 06SH-353   |
| 22 | 1979年 5月21日  | A面  | 男の人生                     | 藤田まさと   | 遠藤実     | 斉藤恒夫   | 06SH-527   |
| 22 | 1979年 5月21日  | B面  | 良太郎節                     | いではく     | 遠藤実     | 斉藤恒夫   | 06SH-527   |
| 23 | 1980年 1月21日  | A面  | 君は人のために死ねるか       | 杉良太郎     | 遠藤実     | 斉藤恒夫   | 06SH-694   |
| 23 | 1980年 1月21日  | B面  | いま愛のために               | いではく     | 遠藤実     | 斉藤恒夫   | 06SH-694   |
| 24 | 1980年 11月21日 | A面  | 雪の宿                       | いではく     | 遠藤実     | 京建輔     | 07SH-903   |
| 24 | 1980年 11月21日 | B面  | 愛と泪                       | いではく     | 遠藤実     | 斉藤恒夫   | 07SH-903   |
| 25 | 1981年 3月21日  | A面  | めぐり逢いふたたび           | なかにし礼   | 浜圭介     | 竜崎孝路   | 07SH-954   |
| 25 | 1981年 3月21日  | B面  | 素晴らしき人生               | なかにし礼   | 浜圭介     | 竜崎孝路   | 07SH-954   |
| 26 | 1981年 9月21日  | A面  | 飛翔                         | 保富康午     | 浜圭介     | 竜崎孝路   | 07SH-1049  |
| 26 | 1981年 9月21日  | B面  | 俺に倖せ似合わない           | なかにし礼   | 浜圭介     | 竜崎孝路   | 07SH-1049  |
| 27 | 1982年 3月21日  | A面  | きずな                       | いではく     | 遠藤実     | 斉藤恒夫   | 07SH-1129  |
| 27 | 1982年 3月21日  | B面  | 春という名の女               | もず唱平     | 遠藤実     | 斉藤恒夫   | 07SH-1129  |
| 28 | 1982年 8月25日  | A面  | 雨の物語                     | なかにし礼   | 浜圭介     | 馬飼野俊一 | 07SH-1207  |
| 28 | 1982年 8月25日  | B面  | バカなあいつ                 | なかにし礼   | 浜圭介     | 馬飼野俊一 | 07SH-1207  |
| 29 | 1982年 11月21日 | A面  | 流離                         | もず唱平     | 弦哲也     | 斉藤恒夫   | 07SH-1237  |
| 29 | 1982年 11月21日 | B面  | 人生くれないに               | もず唱平     | 弦哲也     | 斉藤恒夫   | 07SH-1237  |
| 30 | 1983年 7月21日  | A面  | なやみ                       | 久仁京介     | 遠藤実     | 斉藤恒夫   | 07SH-1365  |
| 30 | 1983年 7月21日  | B面  | ホッとOSAKA                  | 仲畑貴志     | 中村泰士   | 宮川泰     | 07SH-1365  |
| 31 | 1984年 4月1日   | A面  | 離別                         | 吉屋潤       | 吉屋潤     | 竜崎孝路   | 07SH-1482  |
| 31 | 1984年 4月1日   | B面  | 愛の時代                     | 彩木潤子     | 沖田宗丸   | 京建輔     | 07SH-1482  |
| 32 | 1985年 4月21日  | A面  | SA-KU-RA                     | 彩木潤子     | 後藤次利   | 後藤次利   | 07SH-1632  |
| 32 | 1985年 4月21日  | B面  | 再会                         | 結城燎       | 後藤次利   | 飛沢宏元   | 07SH-1632  |
| 33 | 1985年 12月21日 | A面  | 道標                         | 結城燎       | 猪俣公章   | 石田勝範   | 07SH-1729  |
| 33 | 1985年 12月21日 | B面  | 男ざかり                     | 橘由記       | 猪俣公章   | 石田勝範   | 07SH-1729  |
| 34 | 1986年 9月21日  | A面  | ぬくもり                     | 橘由記       | 堀内孝雄   | 石田勝範   | 07SH-1817  |
| 34 | 1986年 9月21日  | B面  | ロンサム・リーダー           | 結城燎       | 堀内孝雄   | 石田勝範   | 07SH-1817  |
| 35 | 1988年 11月21日 | A面  | 飲もうぜ                     | 津村泰彦     | 津村泰彦   | 丸山雅仁   | 07SH-3140  |
| 35 | 1988年 11月21日 | B面  | 少年よ、今日に熱くなれ       | 藤原蔵人     | 藤原蔵人   | 丸山雅仁   | 07SH-3140  |
| 36 | 1990年 6月21日  | 01   | 北からの手紙                 | なかにし礼   | 弦哲也     | 前田俊明   | TEDA-10007 |
| 36 | 1990年 6月21日  | 02   | 水草のように                 | 荒木とよひさ | 三木たかし | 丸山雅仁   | TEDA-10007 |
| 37 | 1991年 6月21日  | 01   | 夢の中まで                   | いではく     | 遠藤実     | 丸山雅仁   | TEDA-10069 |
| 37 | 1991年 6月21日  | 02   | 俺のいい女                   | いではく     | 遠藤実     | 丸山雅仁   | TEDA-10069 |
| 38 | 1991年 11月21日 | 01   | ぼけたらあかん長生きしなはれ | 天牛将富     | 遠藤実     | 丸山雅仁   | TEDA-10082 |
| 38 | 1991年 11月21日 | 02   | 近江八幡堀                   | 松井由利夫   | 遠藤実     | 丸山雅仁   | TEDA-10082 |
| 39 | 1992年 7月1日   | 01   | 風が吹くまま                 | いではく     | 遠藤実     | 丸山雅仁   | TEDA-10234 |
| 39 | 1992年 7月1日   | 02   | 花一輪                       | 松井由利夫   | 遠藤実     | 丸山雅仁   | TEDA-10234 |
| 40 | 1993年 3月21日  | 01   | 瞼の母                       | 坂口ふみ緒   | 沢しげと   | 丸山雅仁   | TEDA-10262 |
| 40 | 1993年 3月21日  | 02   | 花と龍                       | もず唱平     | 船村徹     | 丸山雅仁   | TEDA-10262 |
| 41 | 1993年 12月16日 | 01   | 北の女                       | 池田充男     | 伊藤雪彦   | 丸山雅仁   | TEDA-10299 |
| 41 | 1993年 12月16日 | 02   | 雪便り                       | 織由之       | 浜圭介     | 高田弘     | TEDA-10299 |
| 42 | 1994年 2月23日  | 01   | まんまる音頭                 | 杉良太郎     | 杉良太郎   | 丸山雅仁   | TEDA-10305 |
| 42 | 1994年 2月23日  | 02   | ぼけたらあかん長生きしなはれ | 天牛将富     | 遠藤実     | 丸山雅仁   | TEDA-10305 |
| 43 | 1994年 11月23日 | 01   | 旅路                         | もず唱平     | 彩木雅夫   | 桜庭伸幸   | TEDA-10323 |
| 43 | 1994年 11月23日 | 02   | 冬牡丹                       | 坂口照幸     | 弦哲也     | 桜庭伸幸   | TEDA-10323 |
| 44 | 1994年 11月23日 | 01   | 人生釜ヶ崎                   | 岸賢介       | 杉良太郎   | 丸山雅仁   | TEDA-10324 |
| 44 | 1994年 11月23日 | 02   | 霧の波止場                   | 杉良太郎     | 杉良太郎   | 丸山雅仁   | TEDA-10324 |
| 45 | 1995年 12月16日 | 01   | 涙の河                       | 岡田冨美子   | 鄭公山     | 丸山雅仁   | TEDA-10351 |
| 45 | 1995年 12月16日 | 02   | 天使たちよ                   | 松本昭二     | 杉良太郎   | 丸山雅仁   | TEDA-10351 |
| 46 | 1997年 2月21日  | 01   | 心くばり                     | 阿久悠       | 彩木雅夫   | 桜庭伸幸   | TEDA-10379 |
| 46 | 1997年 2月21日  | 02   | 真夜中の純情                 | 阿久悠       | 彩木雅夫   | 桜庭伸幸   | TEDA-10379 |
| 47 | 1997年 4月21日  | 01   | 君は人のために死ねるか       | 杉良太郎     | 遠藤実     | 若草恵     | TEDA-10386 |
| 47 | 1997年 4月21日  | 02   | あなた                       | 杉良太郎     | 杉良太郎   | 若草恵     | TEDA-10386 |
| 48 | 1998年 4月22日  | 01   | 男よ                         | 杉良太郎     | 杉良太郎   | 若草恵     | TEDA-10417 |
| 48 | 1998年 4月22日  | 02   | 人生なかば 夢なかば          | 坂口照幸     | 弦哲也     | 若草恵     | TEDA-10417 |
| 49 | 1999年 3月25日  | 01   | 昭和残照                     | 坂口照幸     | 弦哲也     | 桜庭伸幸   | TEDA-10436 |
| 49 | 1999年 3月25日  | 02   | おれの道                     | 杉良太郎     | 安藤実親   | 丸山雅仁   | TEDA-10436 |
| 50 | 1999年 11月3日  | 01   | 吉野に風が                   | 小椋佳       | 小椋佳     | 桜庭伸幸   | TEDA-10457 |
| 50 | 1999年 11月3日  | 02   | 善し悪しの彼岸               | 小椋佳       | 小椋佳     | 桜庭伸幸   | TEDA-10457 |
| 51 | 2000年 10月25日 | 01   | 風暦                         | 坂口照幸     | 弦哲也     | 前田俊明   | TEDA-10485 |
| 51 | 2000年 10月25日 | 02   | 港のちぎれ雲                 | 山口洋子     | 弦哲也     | 竜崎孝路   | TEDA-10485 |
| 52 | 2001年 6月21日  | 01   | いいってことよ               | いではく     | 遠藤実     | 前田俊明   | TEDA-10503 |
| 52 | 2001年 6月21日  | 02   | ほゝえみ                     | いではく     | 遠藤実     | 前田俊明   | TEDA-10503 |
| 53 | 2002年 6月21日  | 01   | おもいでの神戸               | 坂口照幸     | 弦哲也     | 前田俊明   | TEDA-10536 |
| 53 | 2002年 6月21日  | 02   | 酒場物語                     | 坂口照幸     | 弦哲也     | 前田俊明   | TEDA-10536 |
| 54 | 2004年 7月22日  | 01   | 花の下にて                   | 小椋佳       | 小椋佳     | 桜庭伸幸   | TECA-11638 |
| 54 | 2004年 7月22日  | 02   | 縁                           | 小椋佳       | 小椋佳     | 桜庭伸幸   | TECA-11638 |
| 55 | 2005年 6月22日  | 01   | 終着駅まで                   | たかたかし   | 藤竜之介   | 桜庭伸幸   | TECA-12009 |
| 55 | 2005年 6月22日  | 02   | たそがれの街角               | たかたかし   | 田尾将実   | 桜庭伸幸   | TECA-12009 |
| 56 | 2006年 9月27日  | 01   | 杉良太郎の君こそわが命       | 川内康範     | 猪俣公章   | 桜庭伸幸   | TECA-12067 |
| 56 | 2006年 9月27日  | 02   | 恋石火                       | 川内康範     | 曽根幸明   | 桜庭伸幸   | TECA-12067 |
| 57 | 2008年 5月21日  | 01   | 矢立の杉                     | 大地良       | 大地良     | 竜崎孝路   | TECA-12140 |
| 57 | 2008年 5月21日  | 02   | 大好きふるさと               | 大地良       | 大地良     | 竜崎孝路   | TECA-12140 |
| 58 | 2010年 6月23日  | 01   | 夫婦詩                       | 大地良       | 大地良     | 南郷達也   | TECA-12238 |
| 58 | 2010年 6月23日  | 02   | お前の背中                   | 大地良       | 大地良     | 竜崎孝路   | TECA-12238 |
| 59 | 2011年 11月23日 | 01   | バラ色のダンス               | 杉良太郎     | 弦哲也     | 若草恵     | TECA-12312 |
| 59 | 2011年 11月23日 | 02   | 忘れられない日々             | 杉良太郎     | 弦哲也     | 若草恵     | TECA-12312 |
| 60 | 2013年 8月21日  | 01   | 神様への手紙                 | 杉良太郎     | 弦哲也     | 若草恵     | TECA-12411 |
| 60 | 2013年 8月21日  | 02   | 男よ〜ニューバージョン〜     | 杉良太郎     | 杉良太郎   | 若草恵     | TECA-12411 |
| 61 | 2015年 1月21日  | 01   | 俺は問題無ノ介               | 杉良太郎     | 弦哲也     | 竜崎孝路   | TECA-12575 |
| 61 | 2015年 1月21日  | 02   | 夫婦抄                       | 坂口照幸     | 弦哲也     | 前田俊明   | TECA-12575 |
| 62 | 2016年 8月24日  | 01   | ひとり旅                     | 杉良太郎     | 弦哲也     | 川村栄二   | TECA-13701 |
| 62 | 2016年 8月24日  | 02   | 気づいていた二人             | 杉良太郎     | 弦哲也     | 田村武也   | TECA-13701 |
| 63 | 2019年 3月13日  | 01   | 愛の一滴                     | 杉良太郎     | 弦哲也     | 渡辺俊幸   | TECA-13907 |
| 63 | 2019年 3月13日  | 02   | angel －天使を見つけた－     | 阿久悠       | 弦哲也     | 竜崎孝路   | TECA-13907 |
| 64 | 2019年 7月17日  | 01   | ぼけたらあかん長生きしなはれ | 天牛将富     | 遠藤実     | 丸山雅仁   | TECA-13948 |
| 64 | 2019年 7月17日  | 02   | まんまる音頭                 | 杉良太郎     | 杉良太郎   | 丸山雅仁   | TECA-13948 |
| 65 | 2022年 1月19日  | 01   | 世界の中で                   | 杉良太郎     | 弦哲也     | 渡辺俊幸   | TECA-22007 |
| 65 | 2022年 1月19日  | 02   | ありがとうの詩               | 杉良太郎     | 弦哲也     | 渡辺俊幸   | TECA-22007 |
| 66 | 2023年 10月18日 | 01   | 花のふるさと                 | 杉良太郎     | 弦哲也     | 西村真吾   | TECA-23024 |
| 66 | 2023年 10月18日 | 02   | 夢追い広場                   | 石川桃瑪     | 弦哲也     | 西村真吾   | TECA-23024 |

#### デュエット・シングル
| 発売日         | デュエット       | 曲順 | タイトル               | 作詞       | 作曲     | 編曲     | 規格品番   |
| -------------- | ---------------- | ---- | ---------------------- | ---------- | -------- | -------- | ---------- |
| 1981年 1月21日 | ジュディ・オング | A面  | 恋は夢のなか           | なかにし礼 | 浜圭介   | 前田憲男 | 07SH-908   |
| 1981年 1月21日 | ジュディ・オング | B面  | 清水よいとこ           | なかにし礼 | 浜圭介   | 前田憲男 | 07SH-908   |
| 1996年 3月21日 | 村田友里         | 01   | いくつになっても男と女 | 金子裕則   | 金子裕則 | 桜庭伸幸 | TEDA-10356 |
| 1996年 3月21日 | 村田友里         | 02   | 元・恋人同志           | 金子裕則   | 金子裕則 | 桜庭伸幸 | TEDA-10356 |

### アルバム
- 若き特攻隊員の挽歌（コロムビア 1970年5月[9]）
- 戦火の母に捧げる歌（コロムビア 1970年9月[9]）
- なやみ - 杉良太郎（CBS・ソニー 1975年10月21日[9]　25AH-718）
- 着流し艶歌（CBS・ソニー 1975年12月5日[9]）
- すきま風 - 杉良太郎（CBS・ソニー 1977年6月1日[9]）
- ザ・ベストヒット全曲集（CBS・ソニー 1977年11月1日[9]　25AH-319）
- あゆみ - 杉良太郎名場面集（CBS・ソニー 1977年11月21日[9]）
- ファーストリサイタル（CBS・ソニー 1978年6月1日[9]）
- ザ・ベストヒット全曲集II（CBS・ソニー 1978年11月1日[9]）
- ライブインフェスティバルホール 夢のステージ（CBS・ソニー 1979年7月1日[9]）
- ザ・ベストヒット全曲集III（CBS・ソニー 1979年11月1日[9]）

### タイアップ曲
| 年     | 楽曲                   | タイアップ                                     |
| ------ | ---------------------- | ---------------------------------------------- |
| 1966年 | 燃えよ剣               | 東京12チャンネル系ドラマ「燃えよ剣」主題歌     |
| 1970年 | 花の特攻隊             | 映画「花の特攻隊 あゝ戦友よ」主題歌            |
| 1970年 | あゝ戦友よ             | 映画「花の特攻隊 あゝ戦友よ」主題歌            |
| 1971年 | 江戸の夜明け           | 東京12チャンネル系ドラマ「大江戸捜査網」主題歌 |
| 1971年 | 一心太助               | フジテレビ系ドラマ「一心太助」主題歌           |
| 1973年 | 三度笠                 | 東京12チャンネル系ドラマ「旅人異三郎」主題歌   |
| 1973年 | 異三郎のバラード       | 東京12チャンネル系ドラマ「旅人異三郎」挿入歌   |
| 1974年 | 燃える男               | NET系ドラマ「右門捕物帖」主題歌                |
| 1976年 | すきま風               | テレビ朝日系ドラマ「遠山の金さん」主題歌       |
| 1977年 | 江戸の黒豹             | 日本テレビ系ドラマ「新五捕物帳」OPテーマ       |
| 1977年 | 明日の詩               | 日本テレビ系ドラマ「新五捕物帳」EDテーマ       |
| 1980年 | 君は人のために死ねるか | フジテレビ系ドラマ「大捜査線」前期EDテーマ     |
| 1980年 | いま愛のために         | フジテレビ系ドラマ「大捜査線」後期EDテーマ     |
| 1981年 | 飛翔                   | フジテレビ系ドラマ「同心暁蘭之介」主題歌       |
| 1982年 | 流離                   | 日本テレビ系ドラマ「右門捕物帖」主題歌         |
| 1982年 | 人生くれないに         | 日本テレビ系ドラマ「右門捕物帖」挿入歌         |
| 1986年 | ぬくもり               | TBS系ドラマ「氷紋」主題歌                      |
| 1988年 | 少年よ、今日に熱くなれ | 株式会社オクト・CMソング                       |
| 1992年 | 風が吹くまま           | テレビ東京系ドラマ「喧嘩屋右近」主題歌         |
| 2000年 | 吉野に風が             | テレビ東京系ドラマ「次郎長三国志」主題歌       |
| 2014年 | 俺は問題無ノ介         | dTVオリジナルドラマ「医師 問題無ノ介」主題歌   |

## 楽曲提供
- w-inds.
  - 「Message」（作詞・作曲）

- 伍代夏子
  - 「京都二年坂」（作曲）
  - 「恋しぐれ」（作詞・作曲）

- みずき舞
  - 「やどり木」（作曲）
  - 「蛍川」（作詞・作曲）

## 著書
- 『人生すきま風のごとく : 愛に生き、愛に傷ついて』講談社、1984年11月1日。ISBN 4062015722。
- 「これこそわが人生」 読売新聞社 1991年　ISBN 4643910771
- 「いいってことよ」 廣済堂出版 2001年　ISBN 4331507815
- 「媚びない力」 NHK出版新書 2014年　ISBN 4140884436

## 写真集
- 『杉良太郎 : 写真集』CBS・ソニー出版、1979年12月1日。
- 『杉良太郎 : 果てしなき旅路』CBS・ソニー出版、1980年7月15日。ISBN 4789798585。
- 「南ヨーロッパからの微風　杉良太郎写真集」CBS・ソニー出版 1984年　ISBN 4789701549

## 受賞・栄典・名誉職
- 1980年 - 紺綬褒章
- 1981年 - 日本赤十字社銀色有功章
- 1984年 - 紺綬褒章（2回目）
- 1988年 - ハワイ州ホノルル市名誉市長、ブラジル統合社会教育会文化・教育功労章、サンパウロ市名誉市民権章
- 1989年 - 外務大臣表彰。シンガポール日本文化協会名誉会長、ジャスト・セイ・ノー・ジャパン(麻薬追放協会) 会長に就任
- 1990年 - ユネスコ特使に任命(任期:1996年10月6日まで)、国際識字年特使に任命(任期:1990年末)
- 1991年 - 郵政大臣表彰、財団法人日本顕彰会特別表彰。日本・ベトナム文化交流協会会長に就任
- 1992年 - モンゴル国教育功労者栄誉勲章、ベトナム人民褒賞。財団法人日本・ベトナム文化交流協会理事長に就任
- 1993年 - 第16回那覇市社会福祉大会特別功労賞、第36回沖縄県社会福祉大会表彰
- 1994年 - 大蔵大臣表彰
- 1995年 - 日本赤十字社金色有功章
- 1996年 - 文化庁長官表彰、自治大臣感謝状、紺綬褒章（3回目）。法務省名誉矯正監に就任
- 1997年 - 社団法人日本ユネスコ協会連盟感謝状、ベトナム友誼勲章
- 1998年 - 郵政大臣表彰(2回目)、文部大臣表彰
- 2004年 - 法務大臣感謝状
- 2005年 - 外務大臣より「日本ベトナム親善大使 」委嘱
- 2007年 - ベトナム社会主義共和国より「ベトナム日本友好大使」任命
- 2008年 - 緑綬褒章。外務大臣より「日本ベトナム特別大使」委嘱、法務省矯正局長より「特別矯正監」を委嘱
- 2009年 - 紫綬褒章[52]、文部科学大臣表彰
- 2012年 - 日本レコード協会特別功労者、復興大臣感謝状、アルベルト・シュバイツァー章。厚生労働省肝炎対策国民運動特別参与
- 2013年 - ベトナム国家安全保障貢献記念章
- 2014年 - 内閣総理大臣感謝状、法務大臣特別表彰。外務大臣より「日越特別大使」、ベトナム社会主義共和国より「越日特別大使」を委嘱(後にいずれも辞職)、ハノイ市名誉市民
- 2016年 - 文化功労者
- 2019年 - ベトナム3等労働勲章
- 現職 - 法務省特別矯正監(永久委嘱)、厚生労働省特別健康対策監(永久委嘱)[5]、警察庁特別防犯対策監(永久委嘱)[6]